# Llista de ciutats dels Estats Units per població
Aquesta llista conté les 130 ciutats dels Estats Units amb més habitants. Les dades de poblacions són segons l'Oficina del Cens dels Estats Units l'1 de juliol del 2008.

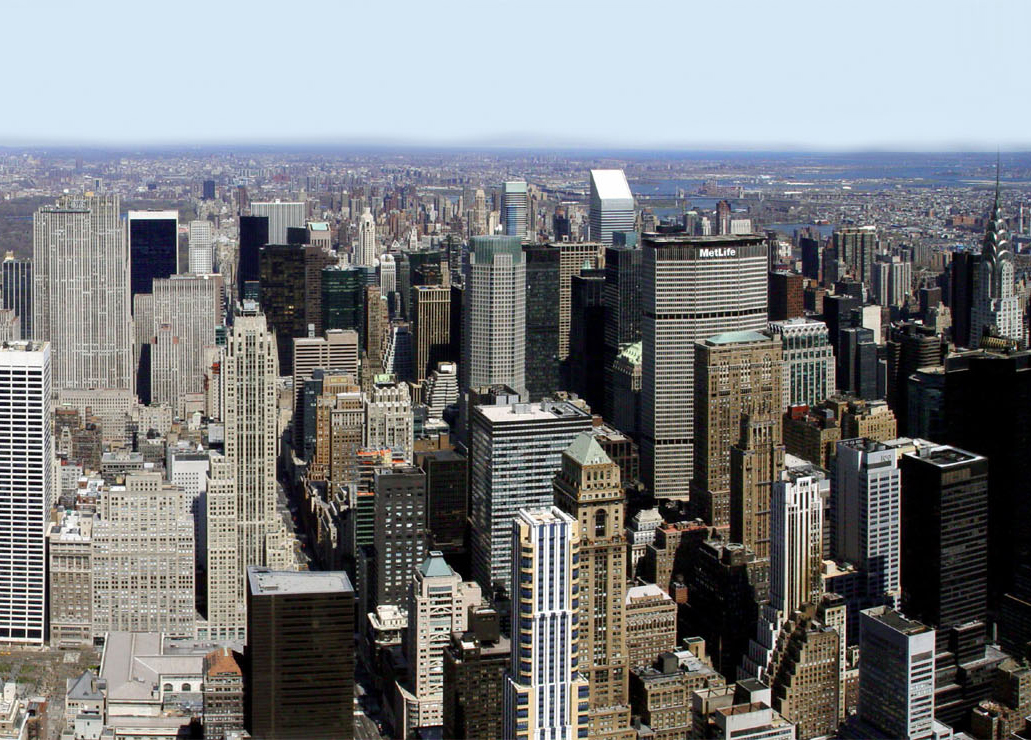
1 – Nova York, Nova York

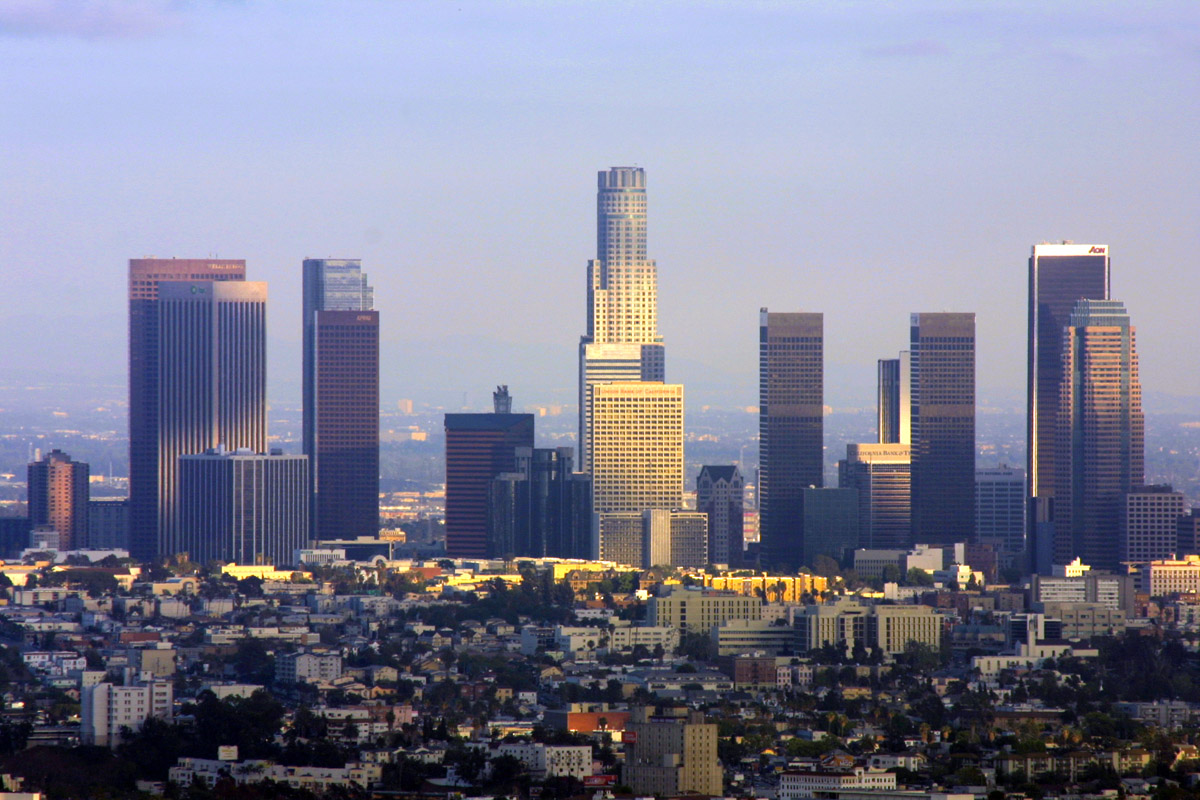
2 – Los Angeles, Califòrnia

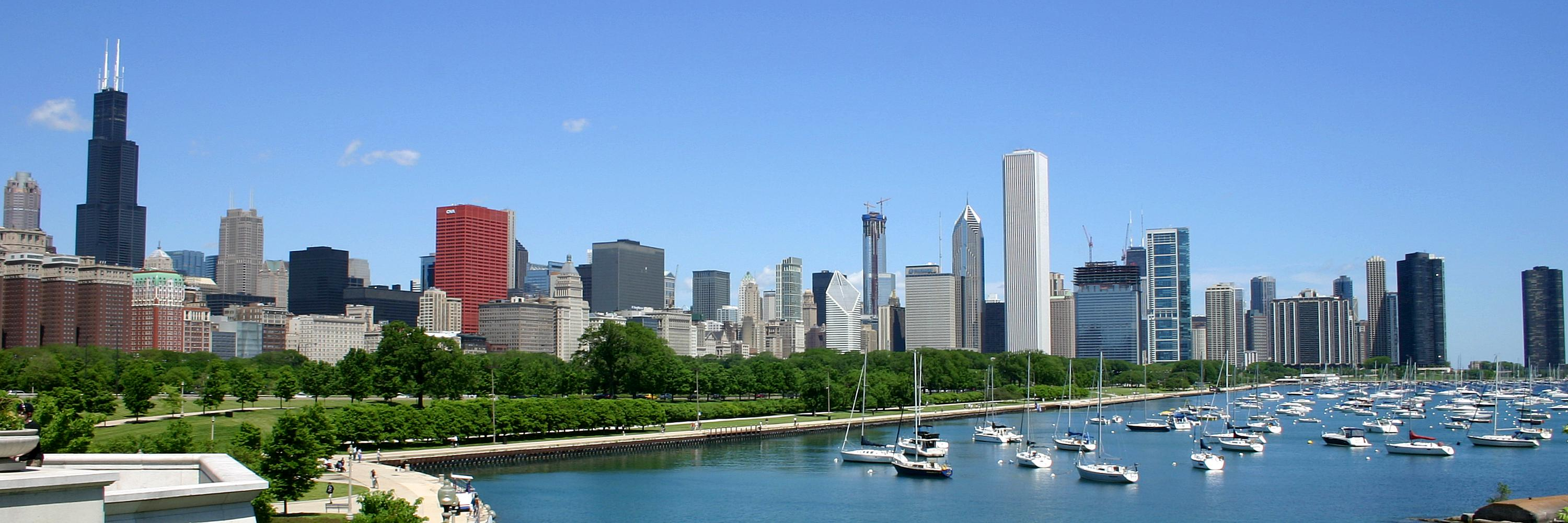
3 – Chicago, Illinois

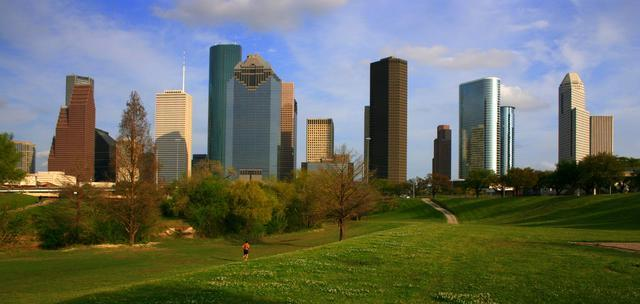
4 – Houston, Texas

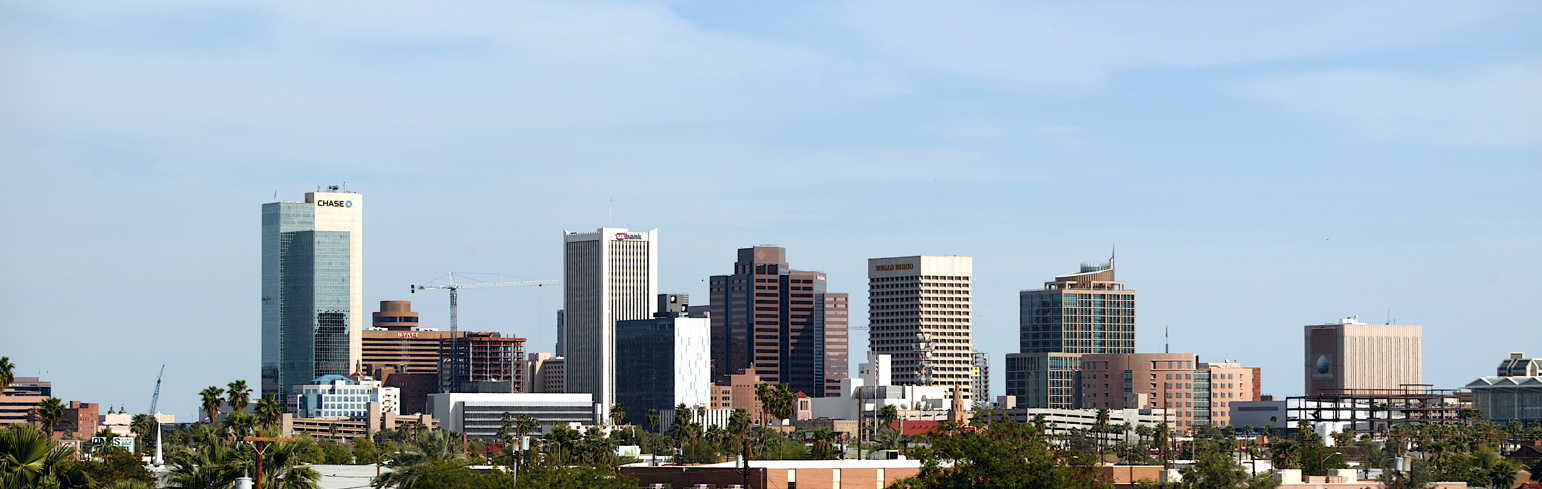
5 – Phoenix, Arizona

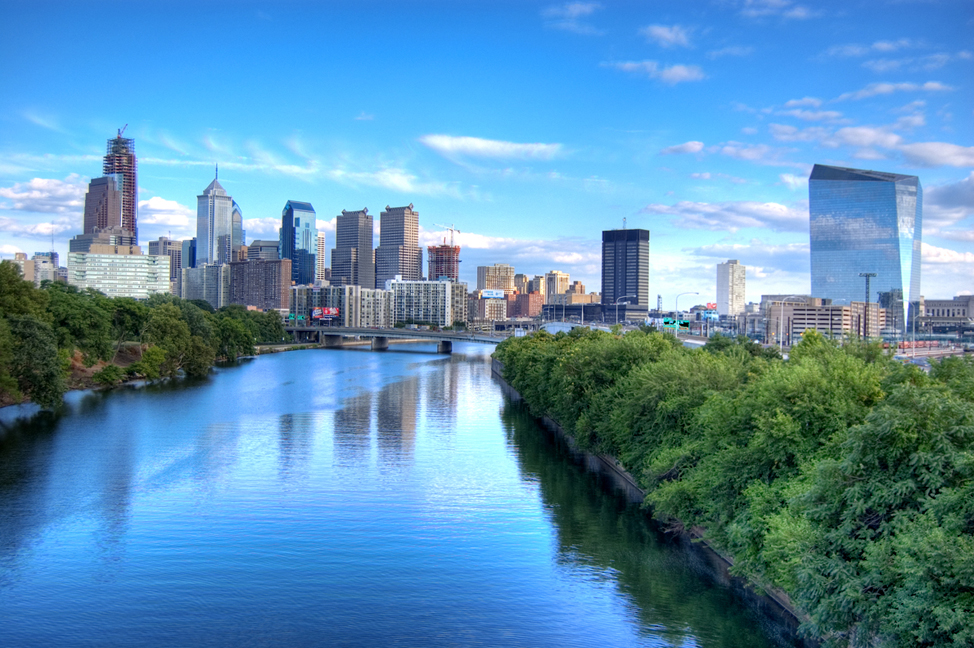
6 – Filadèlfia, Pennsilvània

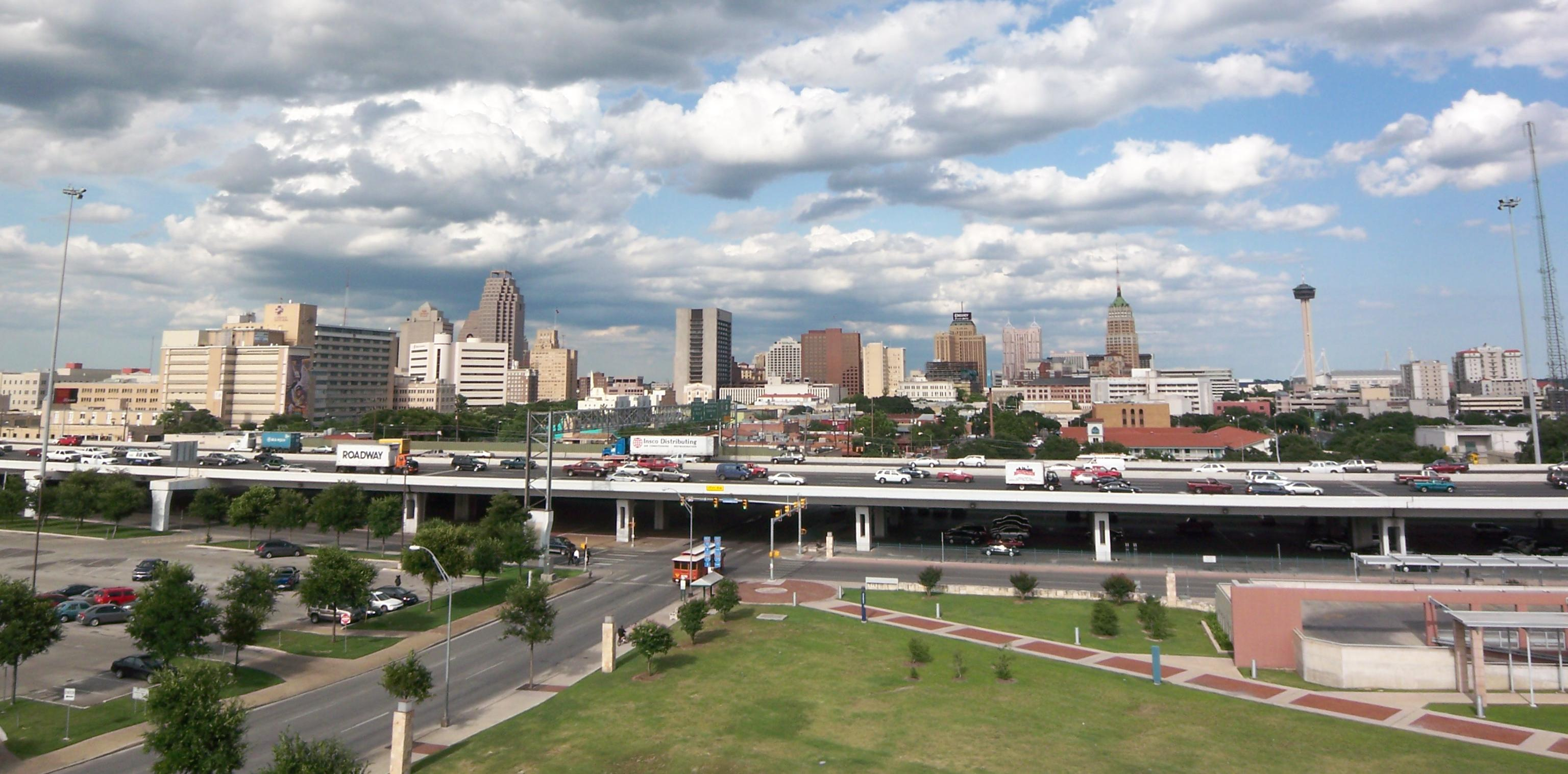
7 – San Antonio (Texas)

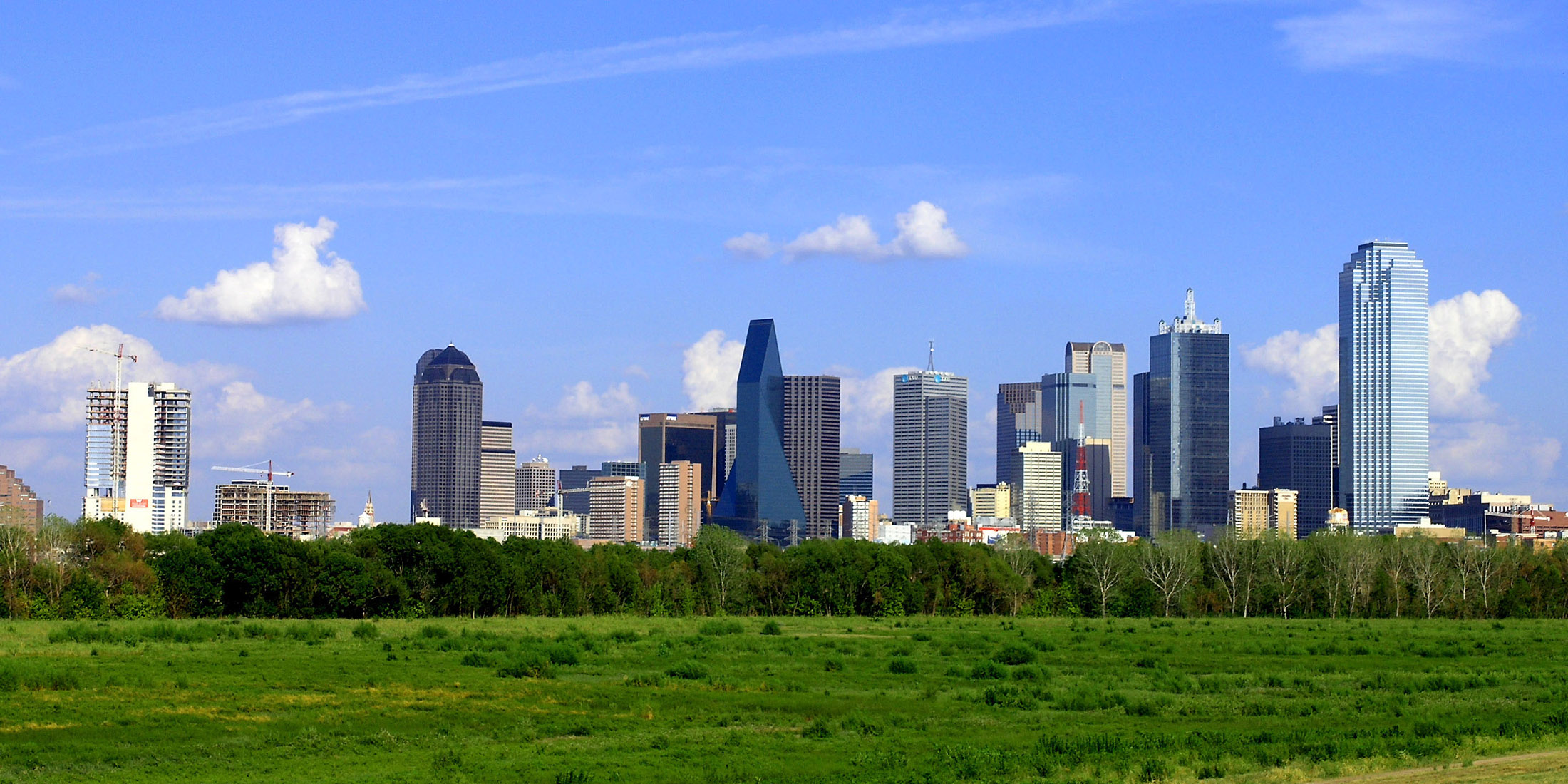
8 – Dallas, Texas

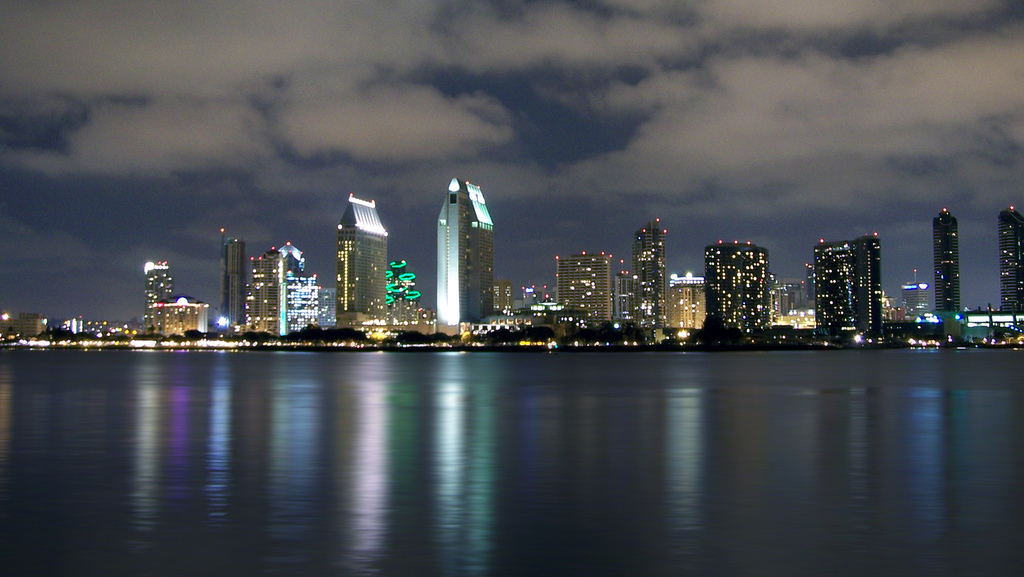
9 – San Diego, Califòrnia

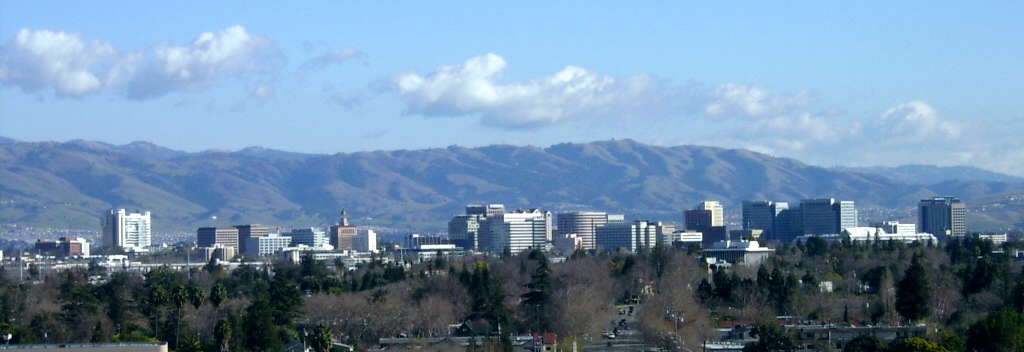
10 – San José, Califòrnia

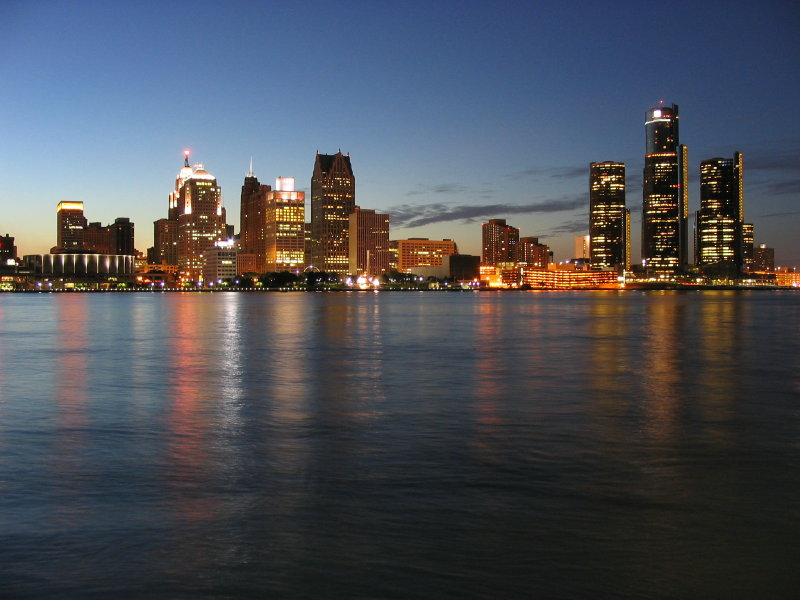
11 – Detroit, Michigan

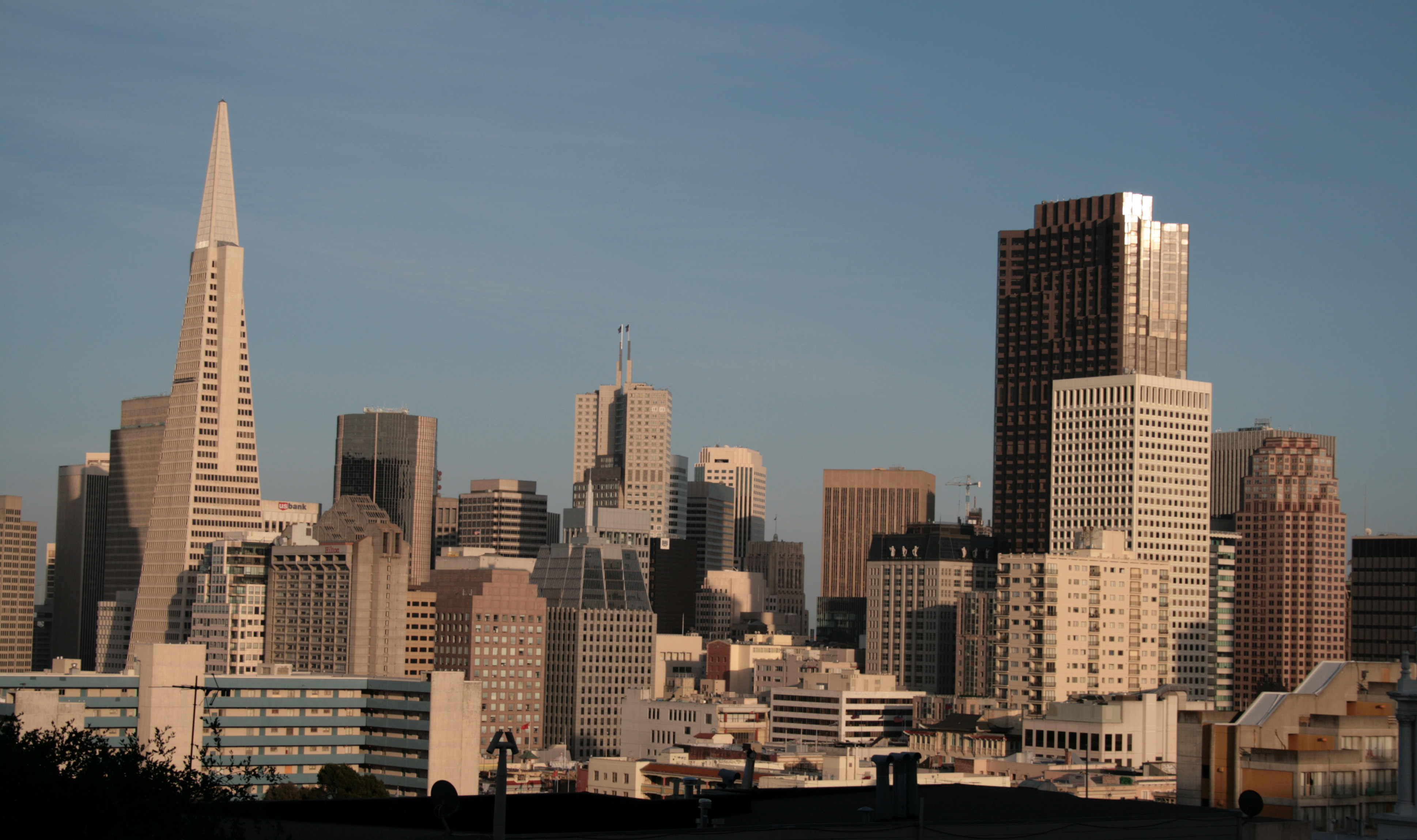
12 – San Francisco, Califòrnia

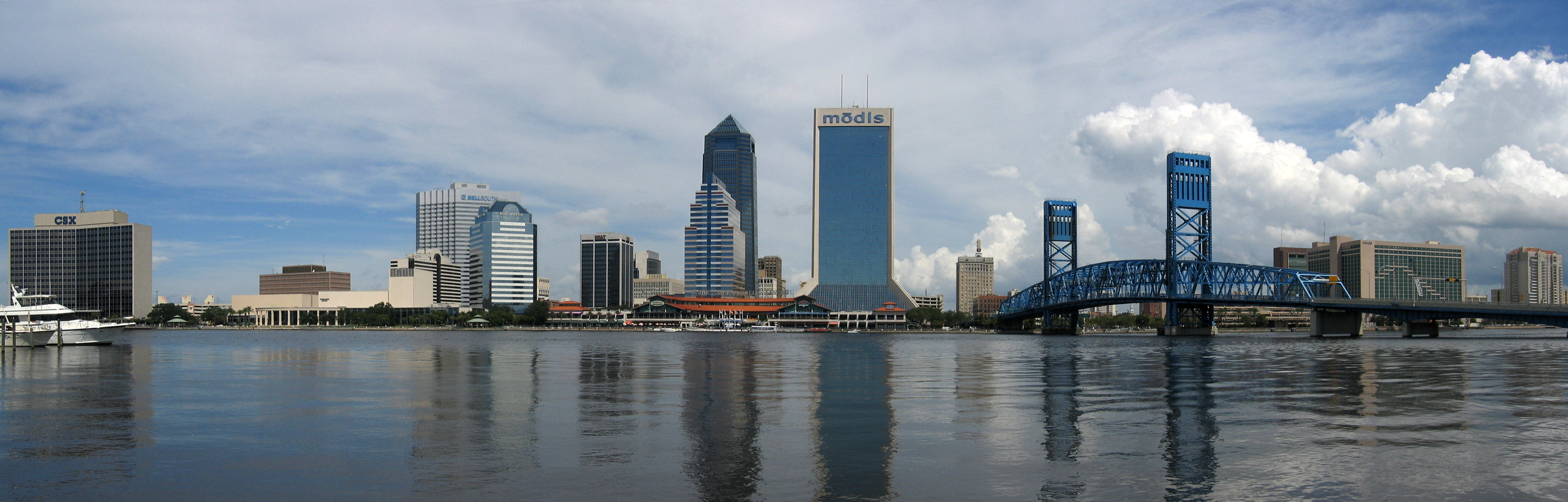
13 – Jacksonville, Florida

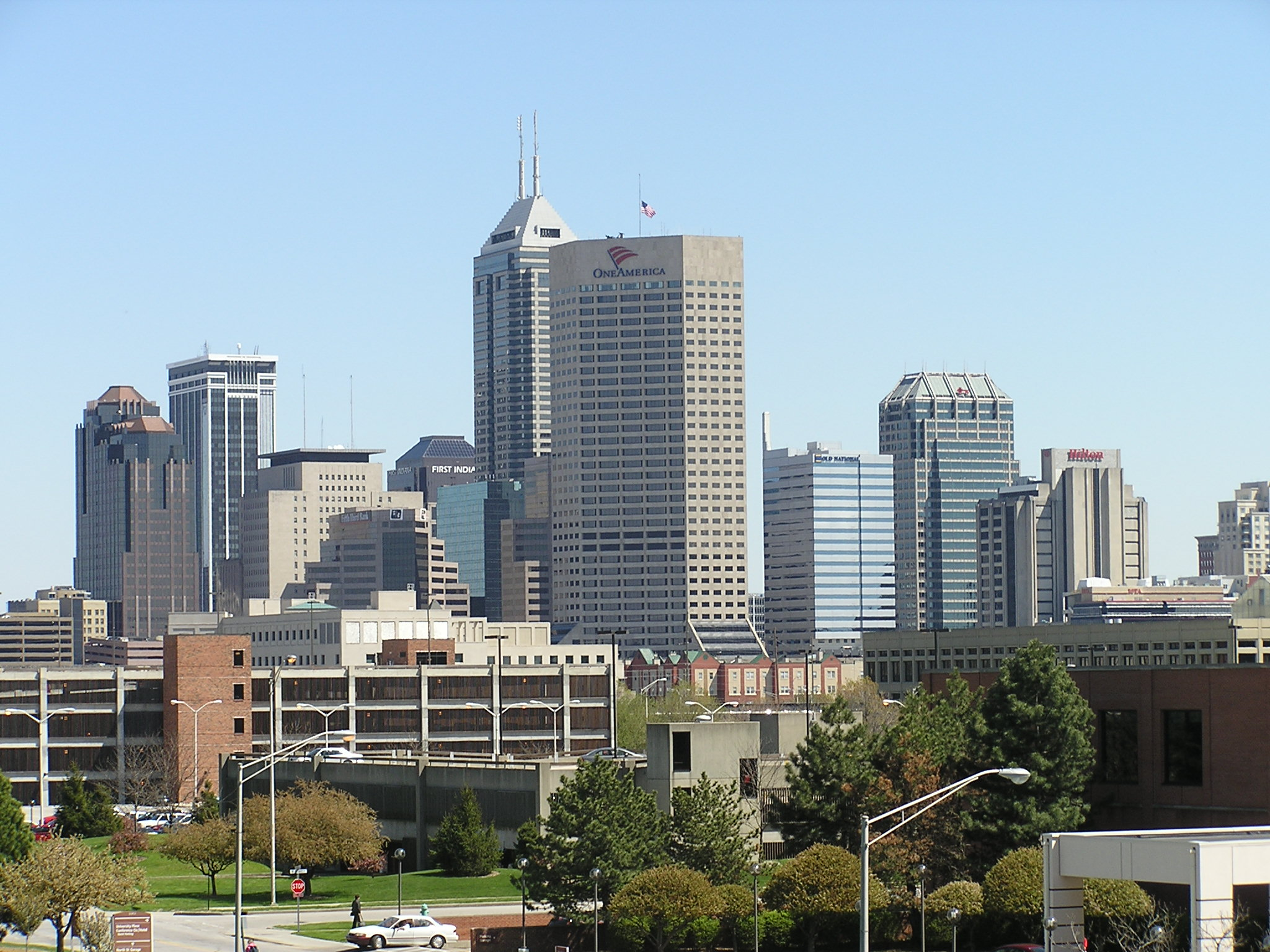
14 – Indianapolis, Indiana

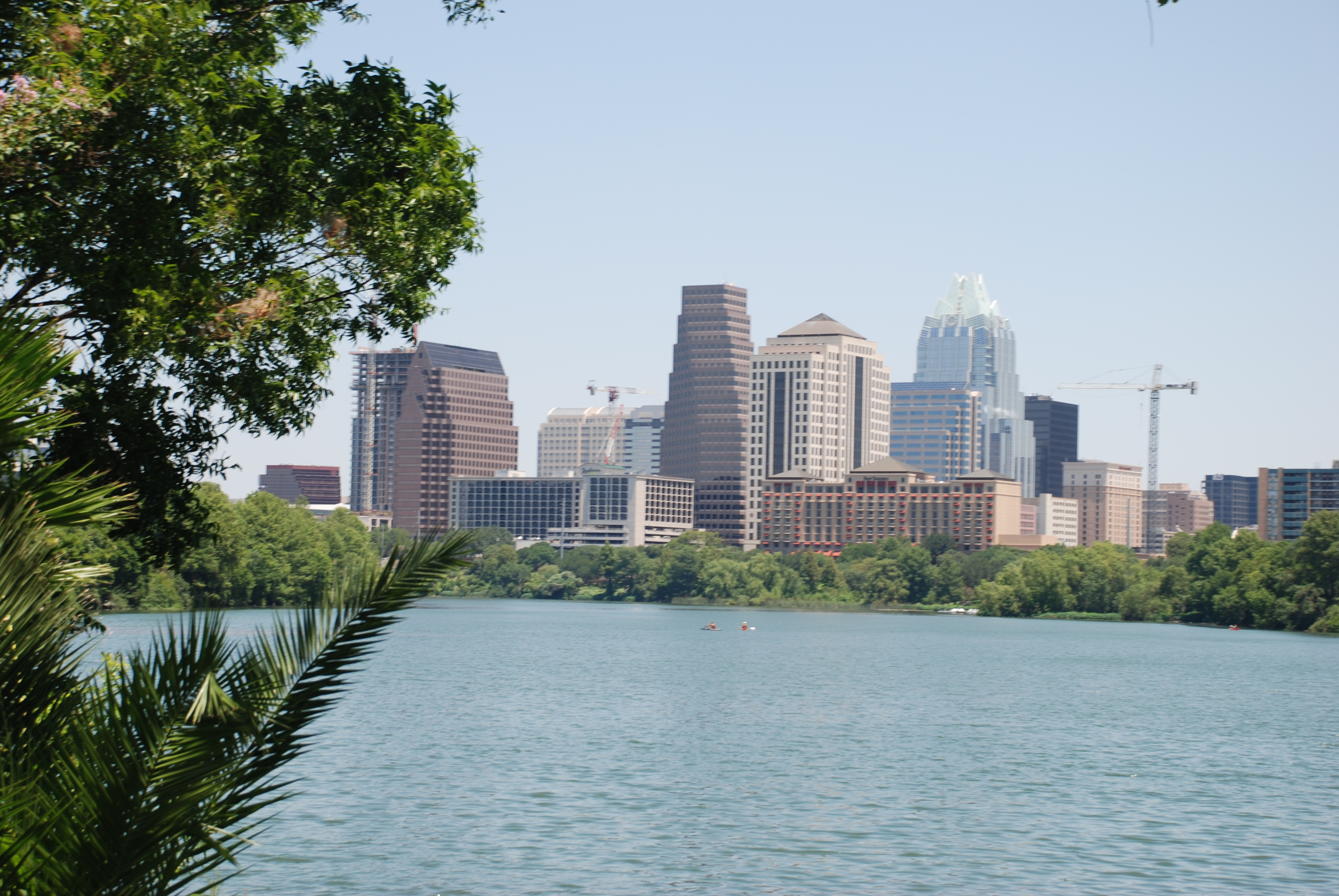
15 – Austin, Texas

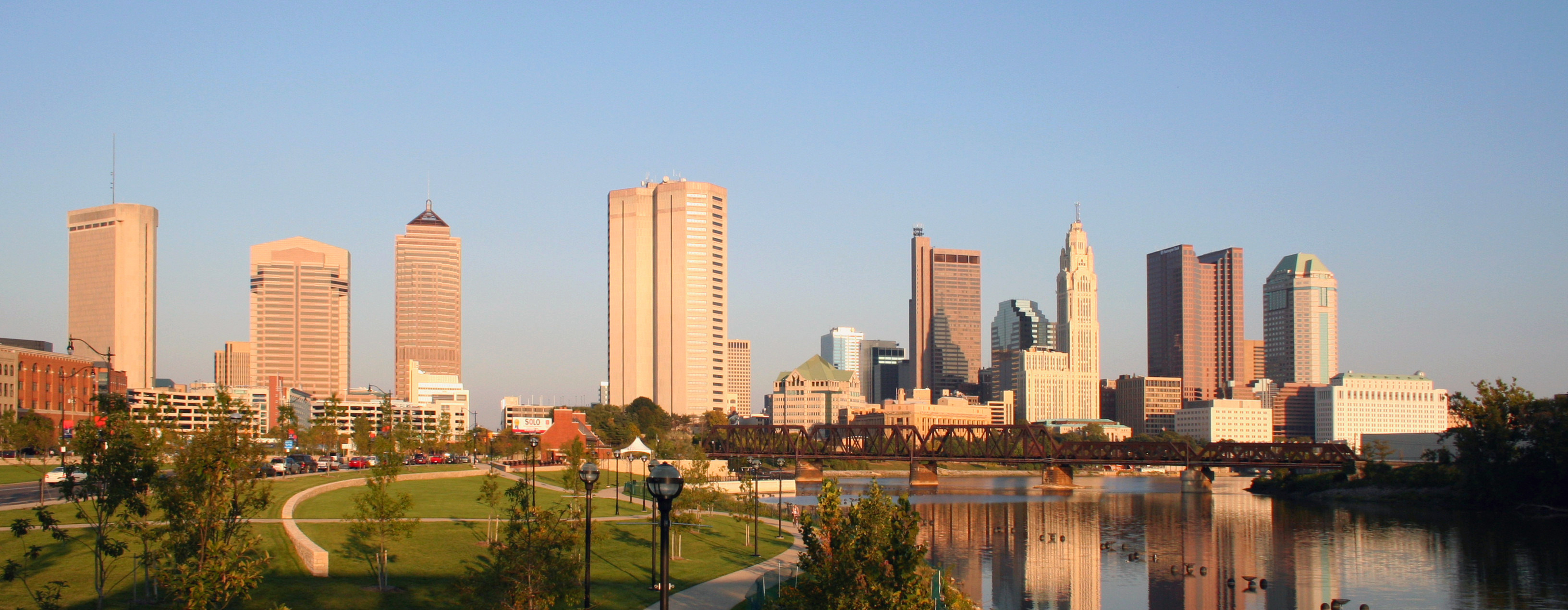
16 – Columbus, Ohio

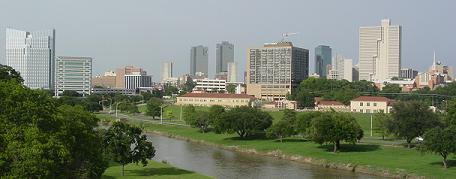
17 – Fort Worth, Texas

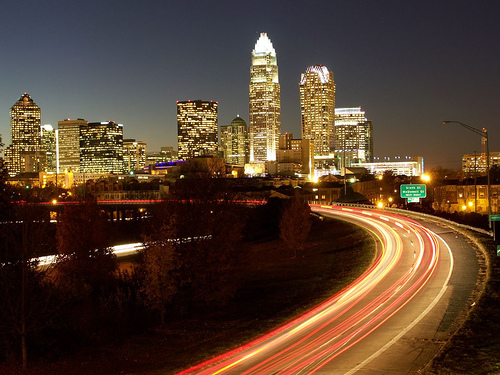
18 – Charlotte, Carolina del Nord

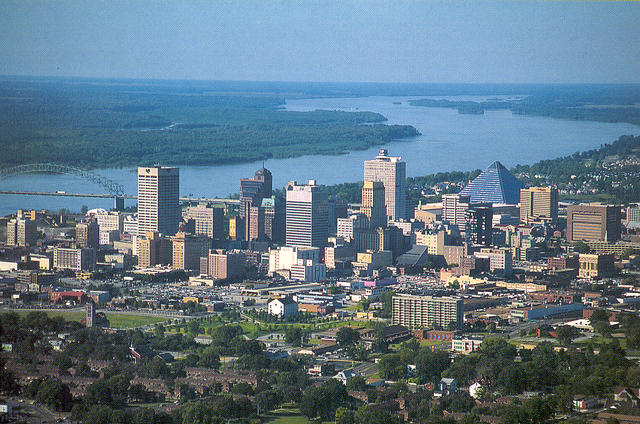
19 – Memphis, Tennessee

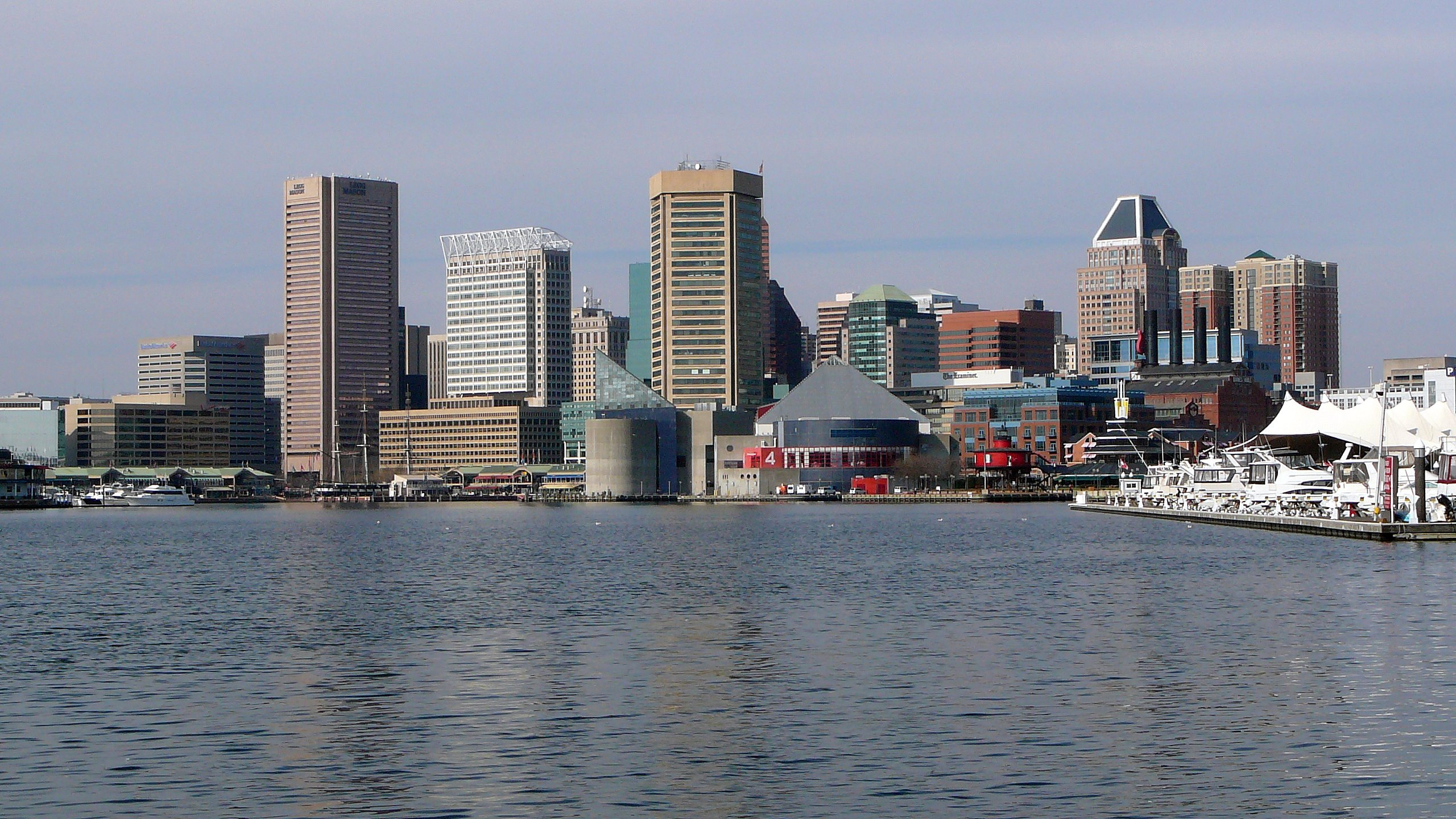
20 – Baltimore, Maryland

| Posició | Ciutat           | Estat                 | Població  | La més poblada de cada estat |
| ------- | ---------------- | --------------------- | --------- | ---------------------------- |
| 1       | Nova York        | Nova York             | 8.363.710 | Nova York                    |
| 2       | Los Angeles      | Califòrnia            | 3.833.995 | California                   |
| 3       | Chicago          | Illinois              | 2.853.114 | Illinois                     |
| 4       | Houston          | Texas                 | 2.242.193 | Texas                        |
| 5       | Phoenix          | Arizona               | 1.567.924 | Arizona                      |
| 6       | Filadèlfia       | Pennsilvània          | 1.447.395 | Pennsilvània                 |
| 7       | San Antonio      | Texas                 | 1.351.305 |                              |
| 8       | Dallas           | Texas                 | 1.279.910 |                              |
| 9       | San Diego        | Califòrnia            | 1.279.329 |                              |
| 10      | San José         | Califòrnia            | 1.006.892 |                              |
| 11      | Detroit          | Michigan              | 912.062   | Michigan                     |
| 12      | San Francisco    | Califòrnia            | 808.976   |                              |
| 13      | Jacksonville     | Florida               | 807.815   | Florida                      |
| 14      | Indianapolis     | Indiana               | 798.382   | Indiana                      |
| 15      | Austin           | Texas                 | 757.688   |                              |
| 16      | Columbus         | Ohio                  | 754.885   | Ohio                         |
| 17      | Fort Worth       | Texas                 | 703.073   |                              |
| 18      | Charlotte        | Carolina del Nord     | 687.456   | Carolina del Nord            |
| 19      | Memphis          | Tennessee             | 669.651   | Tennessee                    |
| 20      | Baltimore        | Maryland              | 636.919   | Maryland                     |
| 21      | El Paso          | Texas                 | 613.190   |                              |
| 22      | Boston           | Massachusetts         | 609.023   | Massachusetts                |
| 23      | Milwaukee        | Wisconsin             | 604.477   | Winsconsin                   |
| 24      | Denver           | Colorado              | 598.707   | Colorado                     |
| 25      | Seattle          | Washington            | 598.541   | Washington                   |
| 26      | Nashville        | Tennessee             | 596.462   |                              |
| 27      | Washington       | Districte de Colúmbia | 591.833   | Colúmbia                     |
| 28      | Las Vegas        | Nevada                | 558.383   | Nevada                       |
| 29      | Portland         | Oregon                | 557.706   | Oregon                       |
| 30      | Louisville       | Kentucky              | 557.224   | Kentucky                     |
| 31      | Oklahoma City    | Oklahoma              | 551.789   | Oklahoma                     |
| 32      | Tucson           | Arizona               | 541.811   |                              |
| 33      | Atlanta          | Geòrgia               | 537.958   | Geòrgia                      |
| 34      | Albuquerque      | Nou Mèxic             | 521.999   | Nou Mèxic                    |
| 35      | Fresno           | Califòrnia            | 476.050   |                              |
| 36      | Sacramento       | Califòrnia            | 463.794   |                              |
| 37      | Long Beach       | Califòrnia            | 463.789   |                              |
| 38      | Mesa             | Arizona               | 463.552   |                              |
| 39      | Kansas City      | Missouri              | 451.572   | Missouri                     |
| 40      | Omaha            | Nebraska              | 438.646   | Nebraska                     |
| 41      | Cleveland        | Ohio                  | 433.748   |                              |
| 42      | Virginia Beach   | Virgínia              | 433.746   | Virginia                     |
| 43      | Miami            | Florida               | 413.201   |                              |
| 44      | Oakland          | Califòrnia            | 404.155   |                              |
| 45      | Raleigh          | Carolina del Nord     | 392.552   |                              |
| 46      | Tulsa            | Oklahoma              | 385.635   |                              |
| 47      | Minneapolis      | Minnesota             | 382.605   | Minnesota                    |
| 48      | Colorado Springs | Colorado              | 380.307   |                              |
| 49      | Honolulu         | Hawaii                | 374.676   | Hawaii                       |
| 50      | Arlington        | Texas                 | 374.417   |                              |
| 51      | Wichita          | Kansas                | 366.046   | Kansas                       |
| 52      | St. Louis        | Missouri              | 354.361   |                              |
| 53      | Tampa            | Florida               | 340.882   |                              |
| 54      | Santa Ana        | Califòrnia            | 339.130   |                              |
| 55      | Anaheim          | Califòrnia            | 335.288   |                              |
| 56      | Cincinnati       | Ohio                  | 333.336   |                              |
| 57      | Bakersfield      | Califòrnia            | 321.078   |                              |
| 58      | Aurora           | Colorado              | 319.057   |                              |
| 59      | Nova Orleans     | Louisiana             | 311.853   | Louisiana                    |
| 60      | Pittsburgh       | Pennsilvània          | 310.037   |                              |
| 61      | Riverside        | Califòrnia            | 295.357   |                              |
| 62      | Toledo           | Ohio                  | 293.201   |                              |
| 63      | Stockton         | Califòrnia            | 287.037   |                              |
| 64      | Corpus Christi   | Texas                 | 286.462   |                              |
| 65      | Lexington        | Kentucky              | 282.114   |                              |
| 66      | Saint Paul       | Minnesota             | 279.590   |                              |
| 67      | Anchorage        | Alaska                | 279.243   | Alaska                       |
| 68      | Newark           | Nova Jersey           | 278.980   | Nova Jersey                  |
| 69      | Buffalo          | Nova York             | 270.919   |                              |
| 70      | Plano            | Texas                 | 267.480   |                              |
| 71      | Henderson        | Nevada                | 252.064   |                              |
| 72      | Lincoln          | Nebraska              | 251.624   |                              |
| 73      | Fort Wayne       | Indiana               | 251.591   |                              |
| 74      | Glendale         | Arizona               | 251.522   |                              |
| 75      | Greensboro       | Carolina del Nord     | 250.642   |                              |
| 76      | Chandler         | Arizona               | 247.140   |                              |
| 77      | Saint Petersburg | Florida               | 245.314   |                              |
| 78      | Jersey City      | Nova Jersey           | 241.114   |                              |
| 79      | Scottsdale       | Arizona               | 235.371   |                              |
| 80      | Norfolk          | Virgínia              | 234.220   |                              |
| 81      | Madison          | Wisconsin             | 231.916   |                              |
| 82      | Orlando          | Florida               | 230.519   |                              |
| 83      | Birmingham       | Alabama               | 228.798   | Alabama                      |
| 84      | Baton Rouge      | Louisiana             | 223.689   |                              |
| 85      | Durham           | Carolina del Nord     | 223.284   |                              |
| 86      | Laredo           | Texas                 | 221.659   |                              |
| 87      | Lubbock          | Texas                 | 220.483   |                              |
| 88      | Chesapeake       | Virgínia              | 220.111   |                              |
| 89      | Chula Vista      | Califòrnia            | 219.318   |                              |
| 90      | Garland          | Texas                 | 218.577   |                              |
| 91      | Winston-Salem    | Carolina del Nord     | 217.600   |                              |
| 92      | North Las Vegas  | Nevada                | 217.253   |                              |
| 93      | Reno             | Nevada                | 217.016   |                              |
| 94      | Gilbert          | Arizona               | 216.449   |                              |
| 95      | Hialeah          | Florida               | 210.542   |                              |
| 96      | Arlington        | Virgínia              | 209.969   |                              |
| 97      | Akron            | Ohio                  | 207.510   |                              |
| 98      | Irvine           | Califòrnia            | 207.500   |                              |
| 99      | Rochester        | Nova York             | 206.886   |                              |
| 100     | Boise            | Idaho                 | 205.314   | Idaho                        |
| 101     | Modesto          | Califòrnia            | 202.967   |                              |
| 102     | Fremont          | Califòrnia            | 202.867   |                              |
| 103     | Montgomery       | Alabama               | 202.696   |                              |
| 104     | Spokane          | Washington            | 202.319   |                              |
| 105     | Richmond         | Virgínia              | 202.002   |                              |
| 106     | Yonkers          | Nova York             | 201.588   |                              |
| 107     | Irving           | Texas                 | 201.358   |                              |
| 108     | Shreveport       | Louisiana             | 199.729   |                              |
| 109     | San Bernardino   | Califòrnia            | 198.580   |                              |
| 110     | Tacoma           | Washington            | 197.181   |                              |
| 111     | Glendale         | Califòrnia            | 197.176   |                              |
| 112     | Des Moines       | Iowa                  | 197.052   | Iowa                         |
| 113     | Augusta          | Geòrgia               | 194.149   |                              |
| 114     | Grand Rapids     | Michigan              | 193.396   |                              |
| 115     | Huntington Beach | Califòrnia            | 192.620   |                              |
| 116     | Mobile           | Alabama               | 191.022   |                              |
| 117     | Moreno Valley    | Califòrnia            | 190.871   |                              |
| 118     | Little Rock      | Arkansas              | 189.515   | Arkansas                     |
| 119     | Amarillo         | Texas                 | 187.236   |                              |
| 120     | Columbus         | Geòrgia               | 186.984   |                              |
| 121     | Oxnard           | Califòrnia            | 185.717   |                              |
| 122     | Fontana          | Califòrnia            | 184.984   |                              |
| 123     | Knoxville        | Tennessee             | 184.802   |                              |
| 124     | Fort Lauderdale  | Florida               | 183.126   |                              |
| 125     | Salt Lake City   | Utah                  | 181.698   | Utah                         |
| 126     | Newport News     | Virgínia              | 181.698   |                              |
| 127     | Huntsville       | Alabama               | 176.645   |                              |
| 128     | Tempe            | Arizona               | 175.523   |                              |
| 129     | Brownsville      | Texas                 | 175.494   |                              |
| 130     | Worcester        | Massachusetts         | 175.011   |                              |